# Pygoderma bilabiatum
Pygoderma bilabiatum är en däggdjursart som först beskrevs av Wagner 1843.  Pygoderma bilabiatum är ensam i släktet Pygoderma som ingår i familjen bladnäsor.
Inga underarter finns listade i Catalogue of Life. Wilson & Reeder (2005) skiljer mellan två underarter.

## Utseende
Denna fladdermus når vanligen en kroppslängd av 53 till 65 mm och en svans saknas. De väger 19 till 26 gram. Enskilda individer kan bli 84 mm långa och 27 gram tunga. Pälsen är på ryggen svartbrun och på buken gråbrun. Vid varje axel finns en vit fläck. Släktet skiljer sig i detaljer av skallens, tändernas och läppens konstruktion från andra bladnäsor. I överkäken är de inre framtänderna större än de yttre. Hannar har kring ögonen en ringformig förtjockning. Artens tandformel är I 2/2, C 1/1, P 1/1, M 2/2. På nedre käken finns en T-formig knöl som troliftvis är en körtel. Kännetecknande är den täta pälsen på underarmarna. Bröstet och axlarna är däremot nästan nakna. Pygoderma bilabiatum har en diploid kromosomuppsättning med 30 eller 31 kromosomer.

## Utbredning
Pygoderma bilabiatum förekommer i Bolivia, södra Brasilien, Paraguay och norra Argentina. Habitatet utgörs av skogar och stadsparker.

## Ekologi
Arten äter främst frukter. Den vilar ibland i byggnader. Upphittade honor var dräktiga med en unge.

## Hot
Denna fladdermus är vanligt förekommande i läpliga habitat. I Argentina är den endast i provinsen Misiones talrik. För beståndet är inga hot kända. IUCN kategoriserar arten globalt som livskraftig.